# 일관 생산자
일관 생산자(一貫生産者)는 원료에서 완성품까지의 작업을 일관하는 생산업자이다. 일관 작업은 생산비의 저하, 부산물의 이용 등의 합리적인 장점이 있지만 큰 자본을 필요로 하여 각 업종 중에서 거대한 자본력을 갖는 자가 일관 메이커가 될 수 있다. 선철을 만드는 제철, 강괴를 만드는 제강, 강재를 만드는 압연의 3단계의 전 공정을 일관하여 작업하는 업자를 철강 일관 생산자라 한다.